# Спорт у Німеччині

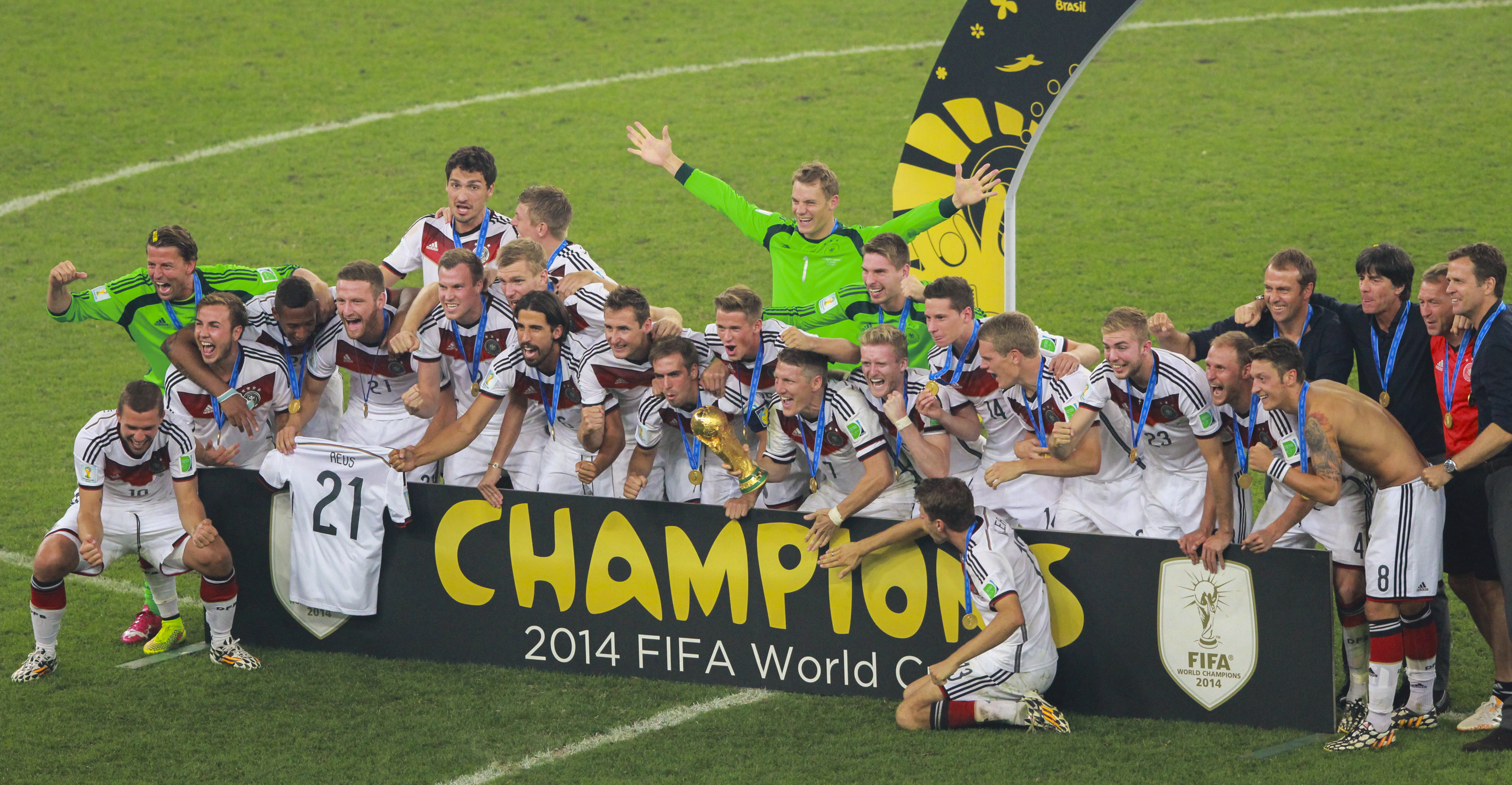
Збірна з футболу

Спорт у Німеччині має глибокі історичні корені та відіграє важливу роль у житті країни. Німеччина відома своїми досягненнями в різних видах спорту, а також активною участю населення в спортивних клубах та організаціях.

## Історія
Фізична культура та спорт у Німеччині мають давні традиції. Ще під час наполеонівських воєн (1797–1815) фізичні вправи були включені до шкільної програми як підготовка до військової служби. На початку XX століття в країні набуло популярності гімнастичне та спортивне рухи, багато з яких існують і сьогодні. У 1920-х роках з'явився рух Wandervogel (дослівно «перелітний птах»), який пропагував близькість до природи, активний відпочинок на свіжому повітрі та народну культуру. Після Другої світової війни фізична культура стала важливим елементом суспільного життя як у Західній, так і в Східній Німеччині.

## Організація спорту
Головною спортивною організацією країни є Олімпійська спортивна конфедерація Німеччини (Deutscher Olympischer Sportbund, DOSB), яка об'єднує понад 90 000 спортивних клубів із загальною кількістю членів близько 27 мільйонів осіб. Спортивні клуби (Sportverein) відіграють важливу соціальну роль, сприяючи інтеграції та роботі з молоддю. Вони охоплюють широкий спектр видів спорту та є основою спортивного життя країни.

## Популярні види спорту

### Футбол
Футбол є національним видом спорту в Німеччині. Понад сім мільйонів людей є членами футбольних клубів. Мюнхенська «Баварія» з приблизно 316 тисячами членів є найбільшим футбольним клубом у світі.

### Теніс
Теніс набув популярності в Німеччині з початку 1980-х років. Німецька тенісна федерація є другою за чисельністю після футбольного союзу та найбільшою у світі, маючи понад 1,6 мільйона членів. Відомі німецькі тенісисти: Штеффі Граф, Борис Беккер, Міхаель Штіх, Томмі Хаас.

### Легка атлетика
Легка атлетика є одним із найпопулярніших та найстаріших видів спорту в Німеччині. Федерація легкої атлетики Німеччини за чисельністю поступається лише футбольному союзу та федерації тенісу. Країна має багату історію успіхів у цьому виді спорту, виховавши таких відомих спортсменів, як Карл Шуман, Гайке Дрекслер, Нільс Шуманн, Франка Дітч, Роберт Гартінг.

### Плавання
Плавання стало популярним у Німеччині з середини XIX століття. Сьогодні цим видом спорту займаються сотні тисяч німців. Німеччина є однією з провідних країн у професійному плаванні, виховавши таких відомих спортсменів, як Крістін Отто, Ріка Райніш, Міхаель Гросс, Пауль Бідерман, Брітта Штеффен.

### Біатлон
Біатлон є найпопулярнішим зимовим видом спорту в Німеччині. Німецька збірна з біатлону є однією з найтитулованіших у світі, маючи найбільшу кількість медалей на зимових Олімпійських іграх. Відомі німецькі біатлоністи: Свен Фішер, Рікко Гросс, Міхаель Грайс, Уші Дізль, Каті Вільгельм, Андреа Генкель, Магдалена Нойнер.

## Спортивні досягнення
Німеччина є успішною спортивною нацією. У загальному медальному заліку Олімпійських ігор країна посідає третє місце, маючи понад 1800 медалей станом на 2024 рік. Німецькі спортсмени відомі своїми досягненнями як у літніх, так і в зимових видах спорту, що підкреслює важливість спорту в німецькому суспільстві.

## Спорт як дозвілля
Спорт у Німеччині доступний для всіх вікових груп та рівнів фізичної підготовки. Чоловіки та жінки, молодь та літні люди, фізично здорові та особи з обмеженими можливостями можуть знайти для себе відповідний вид спорту. Здоров'я часто є ключовим мотивом для дорослих, тоді як діти прагнуть отримати задоволення від фізичної активності. Існує безліч можливостей для занять спортом, що сприяє активному та здоровому способобу життя.